# Trollkarlen från Lublin (film)
Trollkarlen från Lublin, är en tysk-israelisk film från 1979 som bygger på Isaac Bashevis Singers roman Trollkarlen från Lublin.

## Tagline
He brings audiences to their feet...and women to their knees

## Rollista (i urval)
- Alan Arkin - Yasha Mazur
- Louise Fletcher - Emilia
- Valerie Perrine - Zeftel
- Shelley Winters - Elzbieta
- Lou Jacobi - Wolsky
- Warren Berlinger - Herman
- Shaike Ophir - Schmul
- Lisa Whelchel - Halina